# 约翰·恩古·丰沙

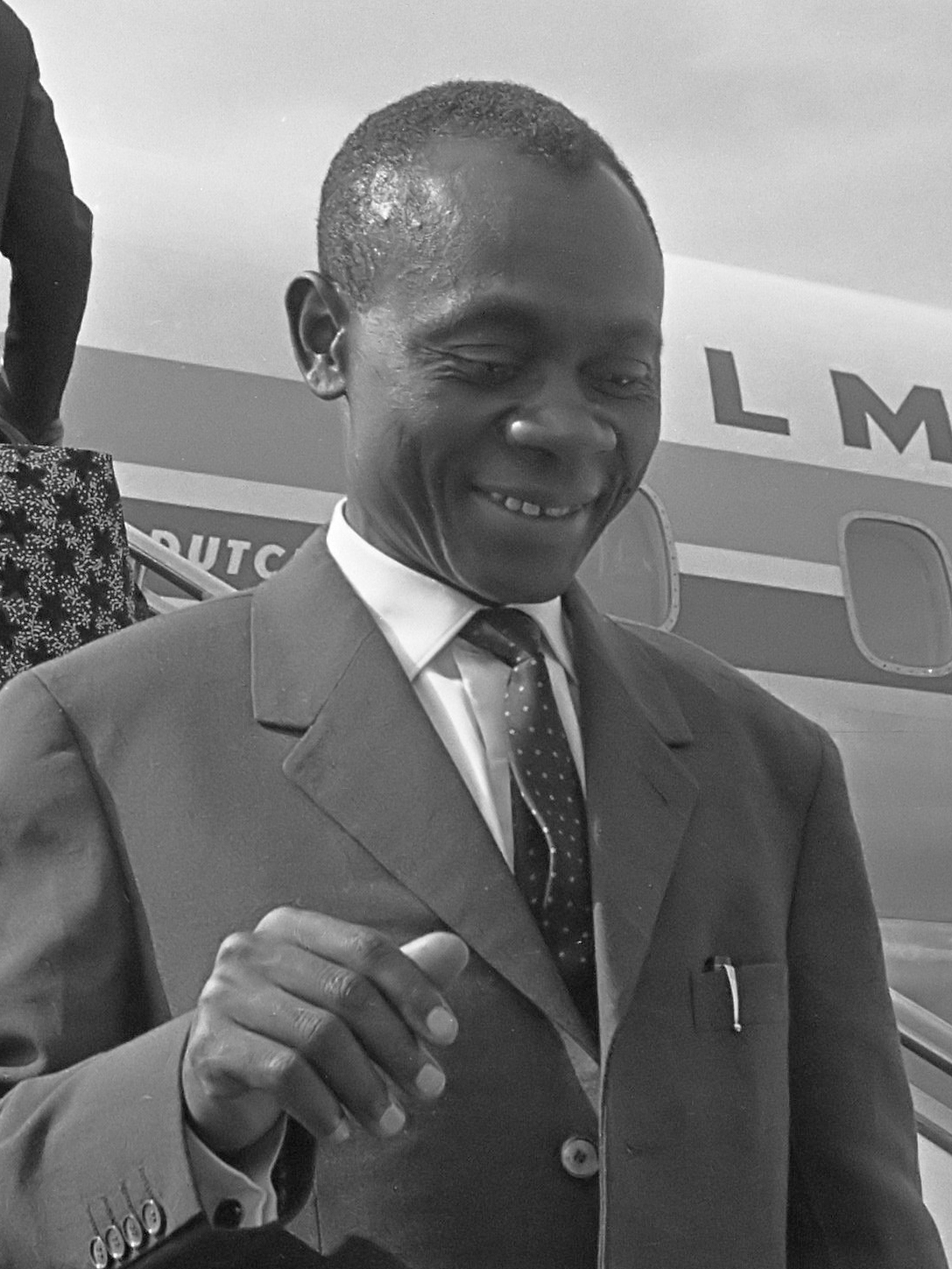
约翰·恩古·丰沙

约翰·恩古·丰沙（英語：John Ngu Foncha，1916年6月21日－1999年4月10日）出生於巴門達，是喀麥隆政治家。

## 外部連結
- Biographie (engl.) （页面存档备份，存于）